# Locomotiva SB 3c
Le locomotive 3c erano una piccola serie di locotender costruite dalla StEG per la Südbahngesellschaft. Furono costruite nel 1888 in due esemplari, numerati 31 e 32.
Con il passaggio della linea alle FS italiane, in conseguenza dei nuovi confini determinati dalla prima guerra mondiale, le locomotive vennero incorporate nel parco FS, venendo classificate nel gruppo 802.
Le due locomotive vennero radiate rispettivamente nel 1925 e nel 1930.